# Taleleusz
Taleleusz – imię męskie pochodzenia greckiego. Jego patronem jest św. Taleleusz, wspominany razem ze św. Asteriuszem i Aleksandrem.
Taleleusz imieniny obchodzi 20 maja.